# Joseph Varin
Joseph Varin de Solemont, né le 7 février 1769 à Besançon, dans le Doubs (France) et mort le 19 avril 1850 à Paris, est un prêtre français, membre de la Compagnie de Jésus. 
Avec son groupe des Pères du Sacré-Cœur, puis comme « Père de la Foi », il contribue à garder vive une tradition jésuite en France au début du XIXe siècle. Entré dans la Compagnie de Jésus dès sa restauration en 1814, il contribue à sa renaissance à Paris et en France.

## Biographie
Désiré Joseph Varin naît le 7 février 1769 et est baptisé le même jour à la paroisse Saint-Marcellin de Besançon. Il est le fils cadet de Joseph Varin d'Ainvelle († 1771), conseiller au parlement de Besançon, et de Marie Françoise Pusel de Boursières († 19 juillet 1794 guillotinée), mariés dans la même paroisse le 24 janvier 1765 ; son parrain est son oncle maternel, Guillaume Joseph Pusel de Servigney († 1787), conseiller honoraire au parlement, sa marraine Barbe Alexis Désirée Damey épouse de Jean Joseph Robert de Richemont.  
Joseph entre au séminaire de Saint-Sulpice en 1788 souhaitant devenir prêtre. Le séminaire étant fermé d’autorité, il part en Suisse où il s’engage d’abord dans le métier des armes. 

### Père du Sacré-Cœur
Rencontrant plus tard en Belgique les abbés Charles de Broglie et Léonor François de Tournely qui viennent de s’associer pour fonder la « Compagnie du Sacré-Cœur » (en vue de préparer la restauration de la Compagnie de Jésus) il se joint au groupe et reprend des études de théologie en Bavière. Cela le mène à l’ordination sacerdotale qu’il reçoit à Augsbourg, le 12 mars 1796.
Il passe quelque temps à Vienne puis à Hagenbrunn où, à la mort inopinée de l’abbé Léonor de Tournély, il est élu supérieur des Pères du Sacré-Cœur en 1797. L'année suivante, il ouvre à Vienne un petit collège.

### Père de la Foi
Vers juillet 1798, Nicolas Paccanari, fondateur en Italie d’un groupe de prêtres également inspiré de l’idéal ignacien, les Pères de la Foi, propose à Joseph Varin — comme à lui suggéré par le pape Pie VI — que leurs deux sociétés apostoliques fusionnent. Cela se fait le 18 avril 1799, et Joseph Varin en est le supérieur pour l’Allemagne.
Envoyé en France en mars 1800 il se dépense au service des malades de l'hôpital de la Salpêtrière, un grand hôpital qui n’avait plus vu d’aumônier depuis dix ans. Le groupe se développe rapidement : Joseph Varin y reçoit quelques personnalités éminentes, tels Louis Barat (1768-1845), frère de Sophie Barat, la future sainte Madeleine-Sophie Barat, Jean Loriquet, Pierre Ronsin et d’autres. Il est en contact avec Adelaïde de Cicé qui, avec Pierre-Joseph de Clorivière, tente de relancer la vie religieuse féminine sous de nouvelles formes. Il ouvre un pensionnat pour garçons à Lyon en 1802, bientôt suivi d’un autre à Amiens.
À la demande de Paccanari, Joseph Varin et Jean de Rozaven se rendent à Rome en juillet 1802, mais à leur retour, en automne, ils sont surpris de ce que Paccanari refuse l’union des Pères de la Foi avec la Compagnie de Jésus, dont l’existence en Russie est depuis peu reconnue. Apprenant que Rozaven, avec l’approbation du pape Pie VII, était parti rejoindre les jésuites de Russie, Joseph Varin décide à son tour de quitter le groupe des Pères de la Foi (21 juin 1804). Il annonce la refondation des Pères du Sacré-Cœur toujours avec le but de rejoindre la Compagnie de Jésus dès que sa restauration, perçue comme imminente, serait officialisée.

### Activités apostoliques
Dans l’entre-temps il reste apostoliquement très actif, organisant un groupe qui donne des missions paroissiales dans les grandes villes de France, et assistant Julie Billiart dans la rédaction des constitutions de sa nouvelle congrégation religieuse, les Sœurs de Notre-Dame. Entre 1804 et 1807, il ouvre ou reprend plusieurs collèges : à Belley, à l'Argentière (près de Lyon), Montmorillon, Marvejols, mais le succès de ces collèges crée de l’animosité. Contraint par la police napoléonienne, il doit en fermer plusieurs (1er novembre 1807), et ses prêtres sont dispersés. Joseph Varin passe quelque temps en prison, mais rapidement libéré il est assigné à résidence dans sa ville natale de Besançon. 
Ces loisirs forcés, il les passe à composer les constitutions religieuses de la congrégation des Dames du Sacré-Cœur, fondée par Sophie Barat, qu’il dirige vers un engagement dans l’éducation féminine. Il donne des orientations à une autre congrégation religieuse, les sœurs de la Sainte-Famille, fondée à Amiens (par Jeanne-Claude Jacoulet) pour donner un enseignement aux jeunes filles  de condition modeste.

### Dans la Compagnie de Jésus
Le rétablissement universel de la Compagnie de Jésus, promulguée par Pie VII le 7 août 1814 à Rome, est pour lui une grande joie. Il demande immédiatement son admission et y fait sa profession religieuse définitive le 15 août 1818, à Paris. Il est quelque temps assistant de Pierre-Joseph de Clorivière chargé de la réorganisation des jésuites en France, puis, par deux fois, est supérieur de la nouvelle résidence, rue des Postes, à Paris (1818-1821 et 1825-1829), et ouvre le collège de Dole en 1823. De retour à Paris, il est guide spirituel à la résidence de la rue de Sèvres où il vivra jusqu'à sa mort, le 19 avril 1850.
Durant ces dernières années à Paris, il est fort recherché comme guide spirituel, particulièrement par les congrégations religieuses renaissantes : ainsi les Augustines du Sacré-Cœur et les sœurs de Notre-Dame. Parmi les nombreux prêtres qui le choisissent comme guide spirituel se trouvent  Dom Prosper Guéranger et le futur évêque de Perpignan Philippe Gerbet.  Vrai ‘contemplatif dans l’action’ , il anima toujours ses multiples activités d’une profonde vie intérieure.

## Publications
- Lettres à sainte Madeleine-Sophie Barat (1801-1849) (Texte intégral avec notes et index analytique par Jeanne de Charry RSCJ), Rome, 1982, 396 p.

### Liens
- Ressource relative à la religion :   - Dictionnaire de spiritualité
- Notice dans un dictionnaire ou une encyclopédie généraliste :   - Britannica
- Notices d'autorité :   - VIAF
  - ISNI
  - IdRef
  - LCCN
  - GND
  - Pays-Bas
  - Vatican
  - WorldCat